# Mark Lester
Mark Lester (geboren 11 juli 1958 als Mark A. Letzer) is een voormalig Brits jeugdacteur. Hij is vooral bekend als Oliver Twist uit de musicalfilm Oliver!. Ook speelde hij een hoofdrol in de film The Prince and the Pauper. Verder speelde hij enkele (gast)rollen in Britse series en films. Na 1977 besloot hij te stoppen met acteren en startte een opleiding osteopathie met een specialisatie in sportblessures.

## Vader van Paris Jackson
Lester was een goede vriend van Michael Jackson en is peetvader van diens drie kinderen. Nadat Jackson stierf in 2009 beweerde Lester dat hij mogelijk de biologische vader is van Paris. Lester zou namelijk in 1996 een van de twintig spermadonoren zijn geweest. Hij wilde dit bewijzen via een DNA-test, maar de advocaat van Jackson wou hier niet op ingaan.

## Film
| Jaar | Titel                                   | Rol                    | Opmerkingen                      |
| ---- | --------------------------------------- | ---------------------- | -------------------------------- |
| 1964 | Allez France                            | Gérald                 | a.k.a. The Counterfeit Constable |
| 1965 | Spaceflight IC-1: An Adventure in Space | Don Saunders           |                                  |
| 1966 | Fahrenheit 451                          | schooljongen           |                                  |
| 1967 | Our Mother's House                      | Jiminee                |                                  |
| 1968 | Oliver!                                 | Oliver Twist           |                                  |
| 1969 | Run Wild, Run Free                      | Philip Ransome         |                                  |
| 1970 | The Boy Who Stole the Elephant          | Davey                  |                                  |
| 1970 | Eyewitness                              | Ziggy                  |                                  |
| 1971 | Melody (released as S.W.A.L.K.)         | Daniel Latimer         |                                  |
| 1971 | Black Beauty                            | Joe Evans              |                                  |
| 1971 | Whoever Slew Auntie Roo?                | Christopher Coombs     |                                  |
| 1972 | What the Peeper Saw                     | Marcus                 |                                  |
| 1973 | Redneck                                 | Lennox Duncan          |                                  |
| 1973 | Little Adventurer                       | Mike Richard           |                                  |
| 1973 | Scalawag                                | Jamie                  |                                  |
| 1975 | The First Time on the Grass             | Franz Schmidt          |                                  |
| 1977 | The Prince and the Pauper               | Prins Edward/Tom Canty |                                  |
| 2019 | Michael Jackson: Chase the Truth        | Zichzelf               | Documentaire                     |

## Televisie
| Jaar | Titel                 | Rol           | Opmerkingen                                      |
| ---- | --------------------- | ------------- | ------------------------------------------------ |
| 1964 | The Human Jungle      | jongen        | aflevering The Twenty-Four Hour Man)             |
| 1966 | Danger Man            | jongen        | aflevering Dangerous Secret)                     |
| 1966 | Court Martial         | Paolo Stevens | aflevering Retreat from Life                     |
| 1969 | Then Came Bronson     | John Beaman   | aflevering The Runner                            |
| 1969 | The Ghost & Mrs. Muir | Mark Helmore  | 2 afleveringen Puppy Love and Spirit of the Law) |
| 1970 | Disneyland            | Davey         |                                                  |